# Sierra de Perijá
Die Sierra de Perijá, auch Serranía del Perijá oder Cordillera de Perijá genannt, ist ein Gebirgszug im nördlichen Südamerika. Der Gebirgszug ist eine Verlängerung der kolumbianischen Cordillera Oriental, einem östlichen Ausläufer der Anden, und bildet zum Teil das Grenzgebiet zwischen Venezuela und Kolumbien. Der Gebirgszug, der in den Cordillera Oriental seinen Anfang hat, endet rund 310 Kilometer weiter nördlich auf der Guajira-Halbinsel. Er trennt den Maracaibo-See und dessen Einzugsgebiet vom Tal des Río Cesar, einem Nebenfluss des Río Magdalena. Die Sierra de Perija bildet die östliche Grenze der Región Caribe.

## Geografie
Der südlichste Punkt des Gebirgszugs liegt in der Nähe der kolumbianischen Stadt Ocaña, einer Stadt und Gemeinde des Departamentos Norte de Santander. Der Gebirgszug stellt hier die Grenze zwischen Norte de Santander und dem Departamento del Cesar dar, weiter nördlich die Grenze zwischen Kolumbien und Venezuela. Zu dem Gebirgszug gehören die Sierra Motilones, die Sierra Valledupar und die Sierra Oca. Die höchste Erhebung ist der Cerro de Las Texas mit 3.630 Meter, gefolgt vom Cerro Grappa mit 3.540 Metern.

## Bevölkerung
58 Prozent des Gebiets liegen in Venezuela und 42 Prozent in Kolumbien. Venezuela hat einen großen Teil des Gebirgszuges zum Nationalpark erklärt (Nationalpark Sierra de Perijá). In Kolumbien ist ebenfalls ein kleinerer Teil des Gebirgszugs zum geschützten Gebiet erklärt worden. Auf der zu Venezuela gehörenden Gebirgsseite bestehen Reservate für die Yukpa und die Bari, in Kolumbien gibt es Reservate für die Iroko und die Sokorpa, alle vier sind indigene Völker dieser Region. Venezuela betreibt entlang der Grenze außerdem eine aktive Siedlungspolitik und hat dort Städte gegründet. Die Region ist bekannt für ihre Konflikte zwischen der indigenen Bevölkerung und den von europäischen Siedlern abstammenden Bevölkerungsteilen beider Länder. Im Gebiet bestehen unter anderem Rinderfarmen und Plantagen, die sich auf Land befinden, das den indigenen Völkern der Region gehört. Im Gebiet soll sich außerdem Uran befinden, dessen Abbau kommerziell interessant sein könnte.

## Fauna
Der vergleichsweise dünn besiedelte Gebirgszug bietet zahlreichen Tier- und Pflanzenarten Lebensraum. Es kommen hier unter anderem der Brillenbär und der Weißkopf-Kapuzineraffe vor. Er ist außerdem Verbreitungsgebiet des Andenschopfohrs, einer Art der Töpfervögel sowie jeweils einer Unterart der Amethystsonnennymphe, der Longuemare-Sonnennymphe und des Goldbauchkolibris. Im Gebiet kommen jeweils auch eine für diese Region spezifische Unterart von Graubrust-Buschammer, Silberbrauen-Bergtangare, Rostbauch-Hakenschnabel, Riesendrossel und Goldtangare sowie der Einfarb-Ameisenpitta vor. Das Gebiet gehört außerdem zum Verbreitungsgebiet des Schnurrbart-Faulvogels, des Rotschopfkotingas, des Pampazaunkönigs, des Gelbbrust-Buschammers, des Streifenkehl-Buschtyranns, der Rotfahnenelfe, des Rothalsseglers und des Schieferhakenschnabels. Der Gebirgszug ist außerdem einziges Verbreitungsgebiet des von der IUCN als gefährdet eingestuften Perija-Distelschwanzes.

## Einzelbelege
1. ↑   Website zum venezolanischen Teil des Nationalparks Perijá, aufgerufen am 24. Dezember 2016
2. ↑   Conflicts and Conundrums: How the Venezuelan State Must Strike the Balance With its Indigenous People, Huffington Post, 6. Dezember 2012, aufgerufen am 24. Dezember 2016
3. ↑   William Henry Phelps, William Henry Phelps, Jr.: Eight new subspecies of birds from the Perija Mountains, Venezuela. In: Proceedings of the Biological Society of Washington. Band 66, 1953, S. 1–12 (online)., aufgerufen am 24. Dezember 2016
4. ↑  Asthenes perijana in der Roten Liste gefährdeter Arten der IUCN 2016.1. Eingestellt von: BirdLife International, 2016. Abgerufen am 24. Dezember 2016.